# قطعنامه ۱۲۵۶ شورای امنیت
قطعنامه ۱۲۵۶ شورای امنیت سازمان ملل متحد که در تاریخ ۰۳ اوت ۱۹۹۹ تصویب شد، سندی بین‌المللی دربارهٔ بررسی وضعیت در بوسنی و هرزگوین است. این قطعنامه طی نشست ۴۰۳۰ام با ۱۵ رای موافق، ۰ مخالف و ۰ ممتنع تصویب شد.